# Kutry torpedowe projektu 664
Kutry torpedowe projektu 664 (w kodzie NATO typu  'Wisla' ) – seria 8 dużych kutrów torpedowych, skonstruowanych w Polsce w latach 70. i służących w polskiej Marynarce Wojennej do lat 80. XX wieku. Były to jedyne budowane seryjnie w Polsce kutry torpedowe.

## Historia
Pod koniec lat 50. zdecydowano uzupełnić używane wówczas w polskiej Marynarce Wojennej kutry torpedowe radzieckiego projektu 183 (w kodzie NATO P-6) nowszymi jednostkami, o większych możliwościach bojowych, zaprojektowanymi w kraju. W odróżnieniu od projektu 183, nowe kutry miały mieć 4 wyrzutnie torpedowe, w miejsce dwóch. Dużą prędkość, będącą ich największym atutem, miał zapewnić napęd za pomocą turbiny gazowej. Wskutek braku wcześniejszych doświadczeń w konstruowaniu takich jednostek, proces projektowania i badań konstrukcji trwał jednak długo. W celu sprawdzenia przyjętych rozwiązań w praktyce, najpierw zbudowano doświadczalny kuter torpedowy projektu oznaczonego jako 663D, ORP "Błyskawiczny", rozpoczęty w 1961 i wcielony do służby w 1965. Poprawione kutry seryjne początkowo miały nosić numer projektu 663M.
Po pierwszych próbach "Błyskawicznego", które między innymi ujawniły pewne wady okrętu, kontynuowano prace, które miały doprowadzić do powstania jednostek nadających się do produkcji seryjnej. Mimo podobieństwa, ostatecznie opracowane okręty były znacznie przekonstruowane w stosunku do kutra doświadczalnego. Zachowano jednak jego sylwetkę, generalny kształt kadłuba i podobne rozmiary oraz budzący największe wątpliwości zespół napędowy złożony z 4 silników wysokoprężnych M-50F3, sprzężonych po 2 dla prędkości marszowej i turbiny gazowej TM-1 polskiej konstrukcji, w układzie CODAG. Turbina była adaptacją radzieckiego silnika lotniczego Klimowa WK-1, produkowanego w Polsce jako Lis-2A. Zastosowana siłownia nie była zadowalająca, w szczególności silniki wysokoprężne i rozważano inne jej warianty m.in. z dwoma nowszymi i mocniejszymi silnikami M-503, lecz odstąpiono od dalszych prac w tym kierunku z uwagi na koszty i brak czasu. W 1966 nowy projekt otrzymał numer 664 oraz kryptonim Sroka II (projekt 663 miał kryptonim Sroka). Zdecydowano skierować nowy projekt do produkcji, po czym w Stoczni Północnej w Gdańsku zbudowano 8 jednostek: od KTD-452 do KTD-459, budowę pierwszego ORP "Bitny" rozpoczęto w 1968. Określono je jako kutry torpedowe duże, z numerami burtowymi rozpoczynającymi się od skrótu KTD. Konstruktorem kutrów 664 był inż. Dionizy Wiśniewski pochodzący ze Skarżyska-Kamiennej.
| Numer i nazwa                       | Położenie stępki | Wodowanie    | Wejście do służby | Wycofanie    |
| KTD-452 (nast. 466), ORP "Bitny"    | 15. 08. 1968     | 15. 09. 1969 | 20. 1. 1972       | 31. 1. 1986  |
| KTD-453 (nast. 499), ORP "Bystry"   | 20. 2. 1969      | 29. 3. 1970  | 20. 1. 1972       | 31. 12. 1983 |
| KTD-454 (nast. 498), ORP "Dzielny"  | 15. 12. 1969     | 20. 10. 1970 | 22. 7. 1972       | 31. 12. 1981 |
| KTD-455 (nast. 497), ORP "Dziarski" | 16. 6. 1970      | 30. 11. 1971 | 20. 10. 1972      | 31. 12. 1984 |
| KTD-456, ORP "Sprawny"              | 23. 11. 1970     | 29. 5. 1972  | 13. 1. 1973       | 15. 11. 1986 |
| KTD-457, ORP "Szybki"               | 16. 12. 1971     | 29. 9. 1972  | 28. 4. 1973       | 31. 8. 1984  |
| KTD-458, ORP "Odważny"              | 7. 4. 1972       | 21. 2. 1973  | 15. 9. 1973       | 31. 1. 1986  |
| KTD-459, ORP "Odporny"              | 8. 8. 1972       | 31. 5. 1973  | 17. 11. 1973      | 15. 11. 1986 |

## Służba
Po wejściu do służby, cztery pierwsze kutry projektu 664 zostały przydzielone do 2. dywizjonu Kutrów Rakietowo-Torpedowych 3. Flotylli Okrętów, a pozostałe do 1. dywizjonu 3.FO (w skład 2. dywizjonu wchodził także doświadczalny ORP "Błyskawiczny" projektu 663D).
Podczas służby, uwidoczniły się wady kutrów proj. 664, przede wszystkim mała wytrzymałość kadłubów wykonanych z hydronalium, skutkująca częstymi pęknięciami poszycia i wręg. Okręty często trafiały do stoczni w celu wymiany blach, co zmniejszało liczbę kutrów zdolnych do akcji. Uszkodzeniom sprzyjało uderzanie kadłuba o fale przy dużej szybkości – ORP "Szybki" doznał w ten sposób podczas sztormu uszkodzenia nadbudówki, która uległa częściowemu oderwaniu od pokładu. Problemy zaczęły też sprawiać po pewnym okresie eksploatacji przekładnie sprzęgające ze sobą pary silników wysokoprężnych.
20 kwietnia 1973 doszło w nocy do zderzenia ORP "Sprawny" z trałowcem proj. 206F ORP "Mewa" na wysokości Stilo, po czym wymianie uległa konstrukcja dzioba kutra. W czerwcu 1975 roku sześć jednostek proj. 664 uczestniczyło w ćwiczeniach o kryptonimie Posejdon-75. 17 maja 1985 "Sprawny" zderzył się w Cieśninach Bałtyckich z okrętem rozpoznawczym ORP "Nawigator". W dniach 4–26 maja 1983 roku cztery okręty proj. 664 wzięły udział w wielkich ćwiczeniach sił Marynarki Wojennej o kryptonimie Reda-83.
Na skutek problemów eksploatacyjnych i zużycia, kutry proj. 664 zostały po stosunkowo krótkim okresie służby wycofane w przeciągu lat 80. Najkrócej służył ORP "Dzielny" – 9 lat, najdłużej ORP "Bitny" – 14 lat.

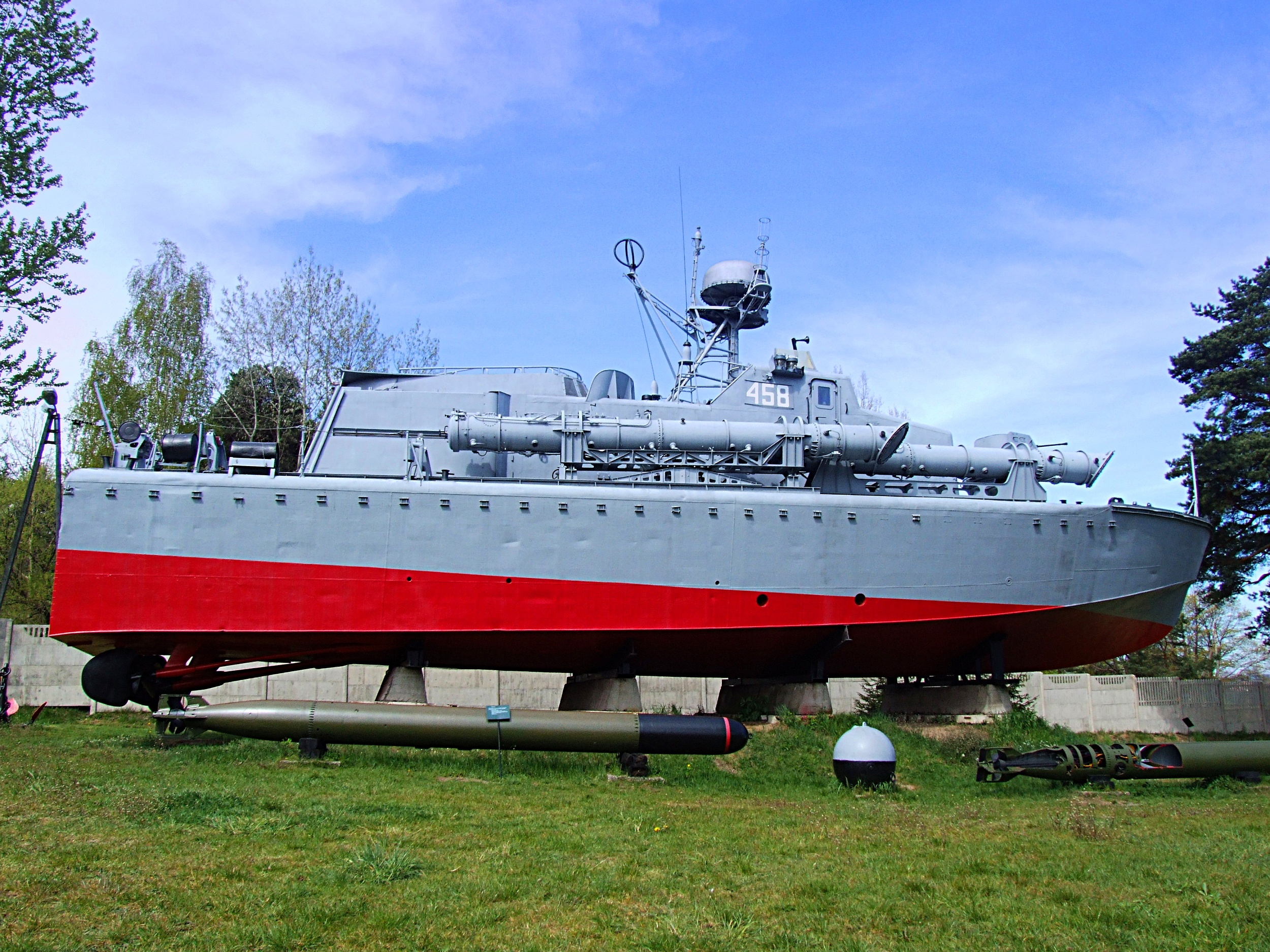
ORP "Odważny" w muzeum

ORP "Odważny" jako jedyny został zachowany do celów muzealnych – ostatecznie w 1988 trafił do Muzeum Orła Białego w Skarżysku-Kamiennej, gdzie jest dostępny do oglądania z zewnątrz (oryginalna armata AK-230 została po wycofaniu zamieniona na działko 25 mm 2M-3M).

## Ocena okrętów
Kutry projektu 664 nie były udanymi jednostkami, co spowodowane było m.in. brakiem wcześniejszych doświadczeń w konstruowaniu małych jednostek uderzeniowych i chęcią zastosowania nowatorskich rozwiązań, jak kadłub z hydronalium, który w efekcie okazał się za słaby oraz turbina gazowa, której zastosowanie było awangardowe na okręcie tej wielkości. Za problemy z układem napędowym – przede wszystkim z przekładniami par silników, wynikające z problemów z zapewnieniem ich równomiernej pracy, odpowiedzialny był brak dostępnych w tym czasie silników o odpowiednio dużej mocy, które mogłyby być zastosowane pojedynczo. Konsekwencją doboru układu napędowego, z turbiną gazową, było to, że kutry miały duże zużycie paliwa i mały zasięg przy pracy turbiny, turbina zaś musiała być włączana już przy prędkości 12 węzłów. Ponadto, prędkości marszowe i ekonomiczne kutrów odbiegały od kutrów torpedowych projektu 183 i kutrów rakietowych projektu 205 ('Osa'), utrudniając ich działanie we wspólnych zespołach uderzeniowych. Jedyną zaletą zastosowania turbiny była bardzo wysoka prędkość maksymalna kutrów, limitowana jednak pogodą i wytrzymałością kadłuba. Ogólnie bardziej udane były radzieckie kutry proj. 206 (ozn. NATO 'Shershen'), zunifikowane z kutrami rakietowymi proj. 205, o konwencjonalnej konstrukcji (napędzie z trzech silników M-503) i silniejszym uzbrojeniu, które opracowywane w podobnym czasie, weszły wcześniej do służby.
Oprócz problemów technicznych, służba na kutrach proj. 664 była bardzo uciążliwa, wiążąca się z bardzo wysokim poziomem hałasu przy pracy turbiny oraz drganiami i wibracjami. Przy tym, możliwości odpoczynku załogi był ograniczone przez jednozmianową obsadę i ciasne pomieszczenia z ograniczoną do 7 ilością miejsc do spania. Kutry miały też niewielki zapas wody słodkiej.

## Uzbrojenie
- 4 wyrzutnie torped OTAM-53-206 kalibru 533 mm
- 1 podwójnie sprzężona armata 30 mm AK-230, z celownikiem optycznym Kołonka
- opcjonalnie 2 rufowe wyrzutnie torped mogły być zastąpione przez tory dla 2 min AMD-1000 lub 4 AMD-500 lub 20 JaM

### Wyposażenie
- stacja radiolokacyjna wykrywania i kierowania strzelaniem torpedowym MR-102 Bakłan